# 井原岸高
井原 岸高（いはら きしたか、1903年〈明治36年〉4月23日 - 1992年〈平成4年〉9月25日）は、日本の政治家。衆議院議員（8期）。

## 経歴
愛媛県、のちの伊予三島市（現四国中央市）で生まれた。1916年（大正5年）三島尋常高等小学校（現四国中央市立三島小学校）卒業後、土建業を営み、丸和商事、井原建設工業（株）を創立、社長、会長となる。
政界では、三島町会議員となり、1947年（昭和22年）に愛媛県議会議員に当選して2期在任し、県政クラブ会長、同副議長、同議長を歴任
1958年（昭和33年）2月9日に行われた第27回衆議院議員総選挙愛媛2区補欠選挙で自由民主党から出馬して初当選し、以後補欠選挙での当選2回を含めて通算8期務める。この間、第2次池田内閣で農林政務次官、第2次池田第3次改造内閣と第1次・第2次佐藤内閣に至るまで法務政務次官、第3次池田内閣で防衛政務次官を務め、1968年（昭和43年）に逓信委員会委員長に選出、翌年には日本社会党の柳田秀一らから解任決議が出されたこともあった（否決）。
運輸、決算委員長も歴任。派閥としては佐藤派を経て、田中派の旗揚げに理事として参加。
1977年（昭和52年）4月の春の叙勲で勲二等に叙され、旭日重光章を受章、1987年（昭和62年）4月の春の叙勲で勲一等に叙され、瑞宝章を受章する。
1992年（平成4年）9月25日、伊予三島市内の病院で死去した。同年10月16日に伊予三島市民体育館で市民葬が執り行われた。89歳没。同年10月6日、特旨を以て位記を追賜され、死没日付をもって正四位に叙される。

## 国政選挙歴
| 当落 | 選挙                           | 執行日         | 年齢 | 選挙区    | 政党       | 得票数    | 得票率 | 定数 | 得票順位 /候補者数 | 政党内比例順位 /政党当選者数 |
| ---- | ------------------------------ | -------------- | ---- | --------- | ---------- | --------- | ------ | ---- | ------------------ | ---------------------------- |
| 当   | 第27回衆議院議員総選挙補欠選挙 | 1958年2月9日   | 54   | 旧愛媛2区 | 自由民主党 | 6万6971票 | 27.3%  | 2    | 2/6                | /                            |
| 当   | 第28回衆議院議員総選挙         | 1958年05月22日 | 55   | 旧愛媛2区 | 自由民主党 | 5万8328票 | 21.7%  | 3    | 2/6                | /                            |
| 当   | 第29回衆議院議員総選挙         | 1960年11月20日 | 57   | 旧愛媛2区 | 自由民主党 | 5万3225票 | 19.8%  | 3    | 3/6                | /                            |
| 当   | 第30回衆議院議員総選挙         | 1963年11月21日 | 60   | 旧愛媛2区 | 自由民主党 | 5万6894票 | 21.3%  | 3    | 3/7                | /                            |
| 当   | 第31回衆議院議員総選挙         | 1967年01月29日 | 63   | 旧愛媛2区 | 自由民主党 | 6万3753票 | 23.2%  | 3    | 3/5                | /                            |
| 落   | 第32回衆議院議員総選挙         | 1969年12月27日 | 66   | 旧愛媛2区 | 自由民主党 | 5万6029票 | 19.7%  | 3    | 4/6                | /                            |
| 当   | 第32回衆議院議員総選挙補欠選挙 | 1972年10月8日  | 69   | 旧愛媛2区 | 自由民主党 | 8万2054票 | 35.3%  | 2    | 2/4                | /                            |
| 当   | 第33回衆議院議員総選挙         | 1972年12月10日 | 69   | 旧愛媛2区 | 自由民主党 | 6万7842票 | 23.2%  | 3    | 2/7                | /                            |
| 落   | 第34回衆議院議員総選挙         | 1976年12月05日 | 73   | 旧愛媛2区 | 自由民主党 | 5万8650票 | 18.5%  | 3    | 4/6                | /                            |
| 当   | 第35回衆議院議員総選挙         | 1979年10月07日 | 76   | 旧愛媛2区 | 自由民主党 | 7万3869票 | 24.6%  | 3    | 2/6                | /                            |
| 落   | 第36回衆議院議員総選挙         | 1980年06月22日 | 77   | 旧愛媛2区 | 自由民主党 | 6万4012票 | 20.4%  | 3    | 4/6                | /                            |
| 落   | 第37回衆議院議員総選挙         | 1983年12月18日 | 80   | 旧愛媛2区 | 自由民主党 | 4万2354票 | 13.9%  | 3    | 5/6                | /                            |

第31回までは第32回から第35回までは第36、37回はが出典。

## 家族
息子の井原正孝は井原工業社長。元大西町長の越智正は娘婿で、その息子越智忍（岸高の孫）も愛媛県議会議員。直系の孫にあたる井原巧は四国中央市長、参議院議員を経て、衆議院議員。